# Apamea funerea
Apamea funerea là một loài bướm đêm trong họ Noctuidae.